# 甲宝シネマ
甲宝シネマ（こうほうしねま）はかつて山梨県甲府市の甲府中央商店街にあった映画館である。

## 概要

### 甲府宝塚劇場の時代
1936年（昭和11年）7月太田町82番地（後の太田町3丁目）の芝居小屋であった「演技座」を山梨県出身で阪急東宝グループの創設者であった小林一三が買収し、「甲府宝塚劇場」として開館した。1945年（昭和20年）7月の甲府空襲で建物が焼失したことから1946年（昭和21年）7月に春日町（現在の中央一丁目）に移転のうえ再開。1956年（昭和31年）9月には洋画ロードショー館「甲府シネマ」（その後「甲府東宝プラザ」に改称）を増設して2館体制となり、1963年（昭和38）年6月28日に「甲府宝塚劇場」舞台正面右側から出火し、スクリーンや拡声器、ピアノなど舞台装置一式が焼失したが、その後再建された。

### 甲宝シネマの時代
1990年代になると老朽化に加え、向かい側の甲府銀座ビルに入っていた甲府セントラル劇場が増設をしたことから1997年（平成9年）11月8日に「甲府101ビル」を建てて「甲府宝塚劇場」と「甲府東宝プラザ」を統合する形で4スクリーンの「甲宝シネマ」がオープンした。
2006年（平成18年）の阪急・阪神経営統合により阪急東宝グループから阪急阪神東宝グループとなり、その過程で東宝の再編も実施され、2008年（平成20年）2月にそれまでの東宝東日本興行から同グループ内の関西共栄興行へ移管される。しかし関西共栄興行は単独運営は困難とし、2000年（平成12年）に甲府市内の甲府バイパス沿いにオープンしていた「グランパーク東宝8」と統合という形で甲宝シネマの閉館が一度は決定した。これに対し中心部空洞化を危惧した商店街が立ち上がり、同じ甲府101ビル内でゲームセンターを経営している会社が映画館の施設を買収する話もあったが、最終的に甲府セントラル劇場の運営を行なっていた中央興業が引き継き、館名もそのままで営業を継続した。
こうして一度は存続が決定した甲宝シネマであるが、甲宝シネマの移管と同時に甲府101ビルの所有権も中央興業とは別の会社に売却され、2013年（平成25年）に中央興業と甲府101ビルの所有者との賃貸契約交渉が決裂し、同年4月14日を以て閉館となることが決定した。これにより甲府宝塚劇場時代から76年続いた歴史に終止符を打つことになった。
映画館閉鎖後も甲府101ビルは経営を続けており、2014年（平成26年）6月14日に甲宝シネマの施設を改装したエンターテイメントスペース「GAZ KOFU」がオープンしたが2015年（平成27年）に閉鎖。2018年（平成30年）からは複合型イベントスペース「SPACE101」となっている。

## 施設情報
| スクリーン名 | 定員（座席）数 |
| ------------ | -------------- |
| スクリーン1  | 143席          |
| スクリーン2  | 183席          |
| スクリーン3  | 86席           |
| スクリーン4  | 103席          |

音響システムはスクリーン2にSRD-EX、SRD、DTSが導入されていた（他のスクリーンは不明）。また、乳幼児と同伴して来場できるよう託児所も設けられていた。